# Famille Csanády
La famille Csanády est une famille noble hongroise disposant de multiples branches. D’après le généalogiste Kempelen, Marton Csanady a obtenu de Rodolphe II une lettre de noblesse le 21 février 1582. Le comitat de Trencsén l'a promulguée en 1583, le comitat de Szatmár le 1er mai 1613.

## Lien avec la famille royale anglaise
L'un des membres de cette famille, Katalin Csanády de Nagy-Mihaly, est l'une des grand-mères au 11e degré du Prince Charles de Galles.